# Estação Ferroviária de Cascais
A Estação Ferroviária de Cascais

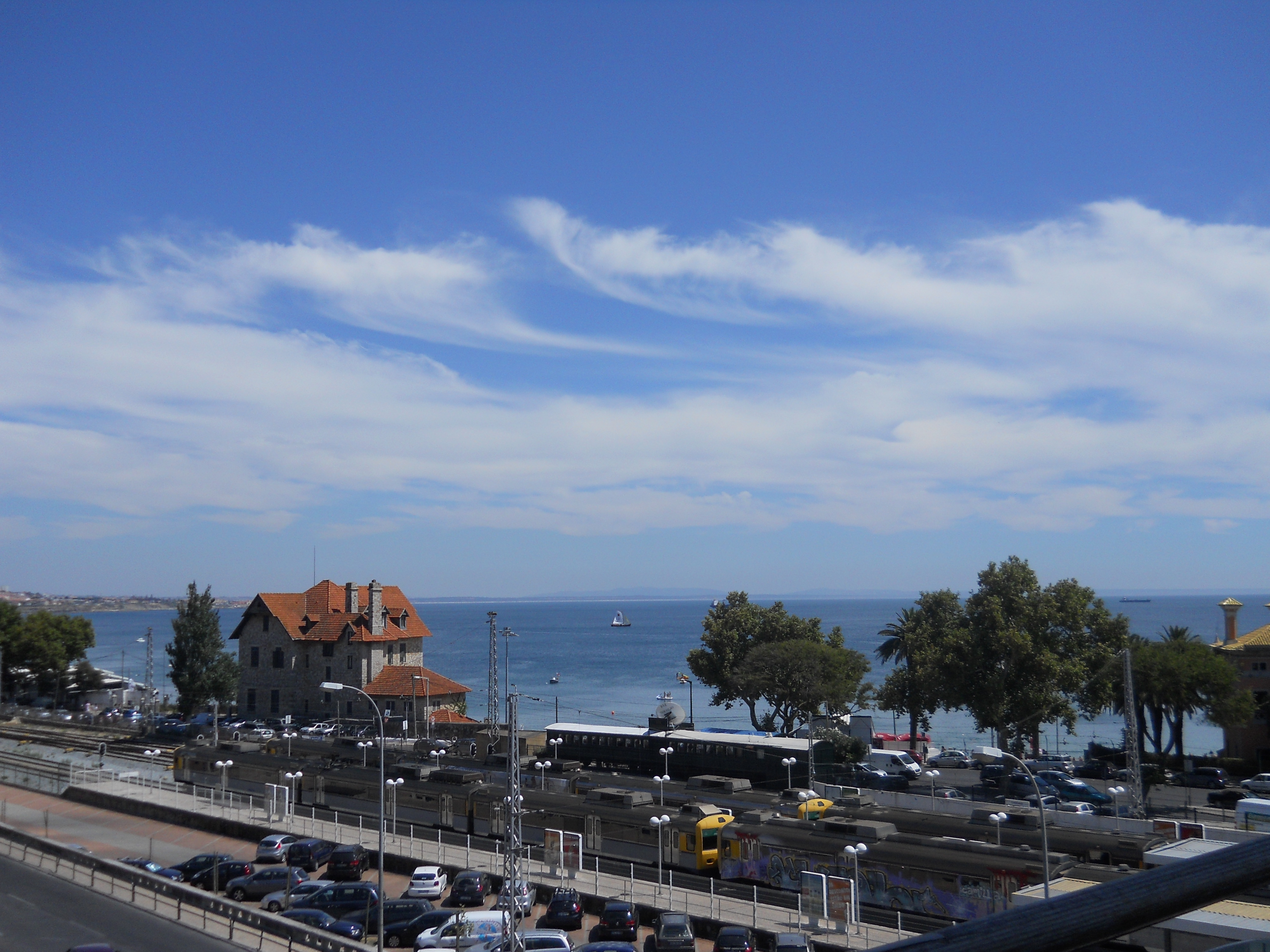
Enquadramento da estação de Cascais.

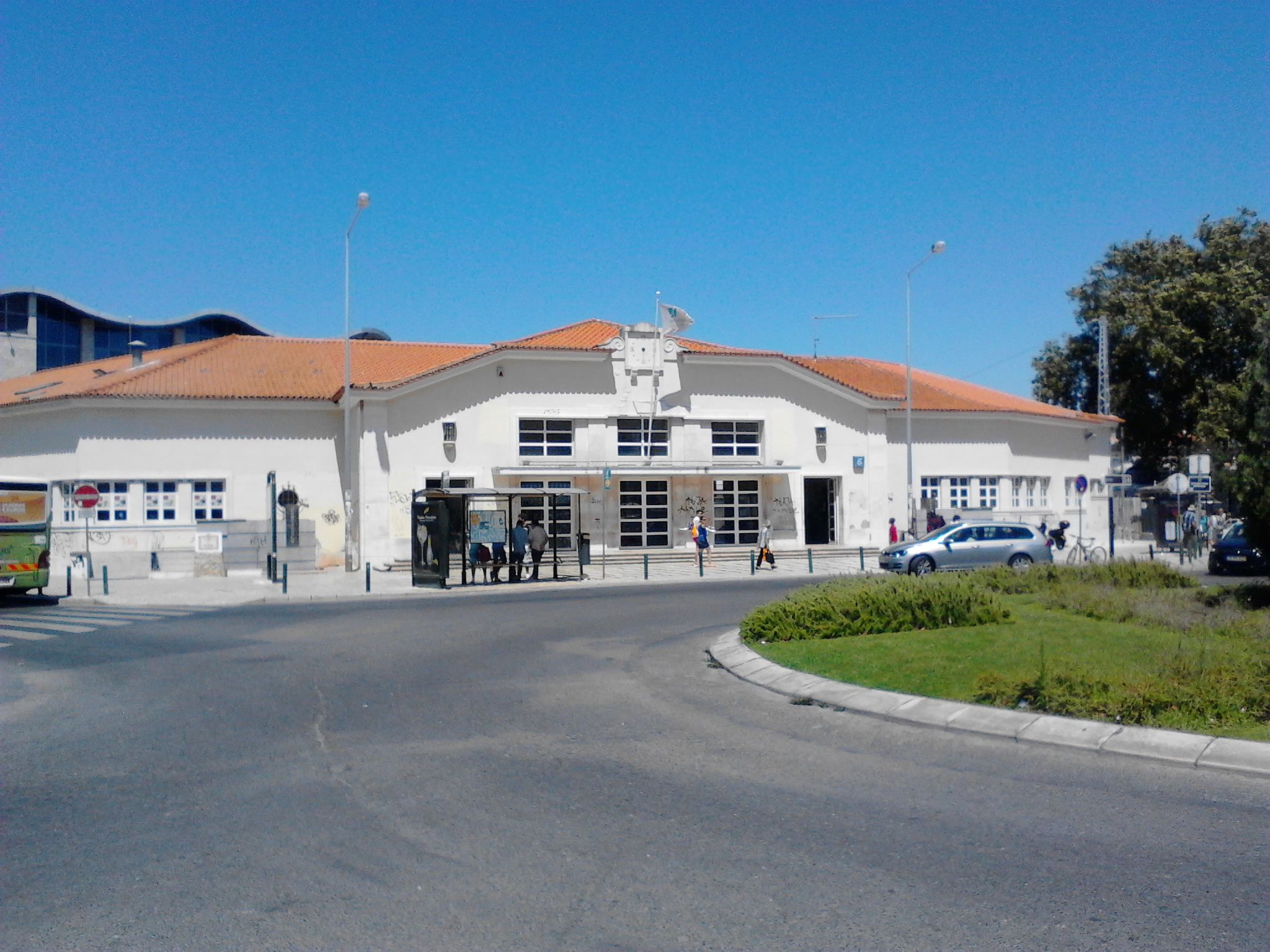
Estação de Cascais, em Agosto de 2016.

(nome anteriormente grafado como "Cascaes"), é a estação terminal da Linha de Cascais, que serve a vila de Cascais, no distrito de Lisboa, em Portugal. Foi inaugurada em 30 de Setembro de 1889.

## Descrição

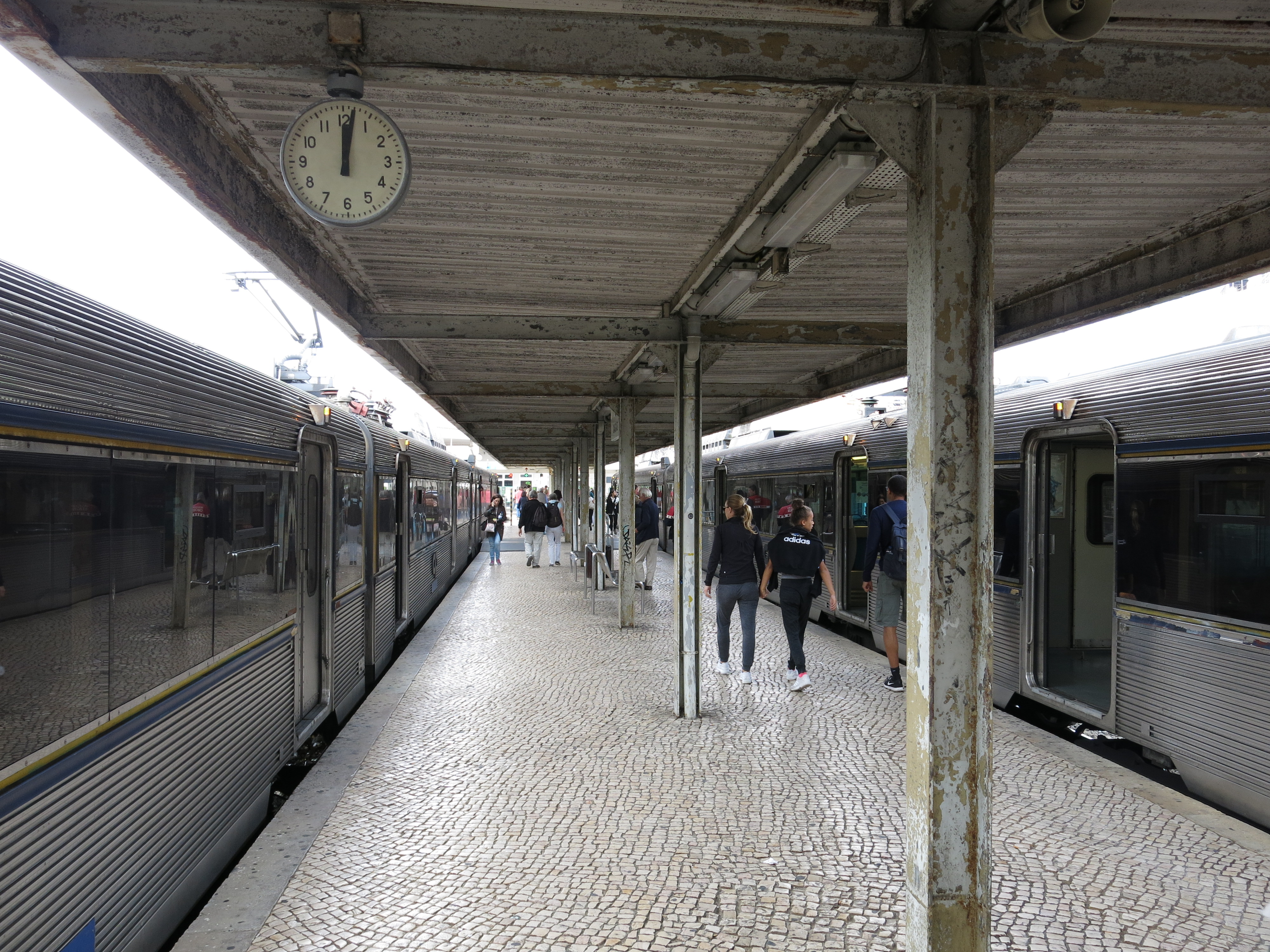
Estação de Cascais, em 2016.

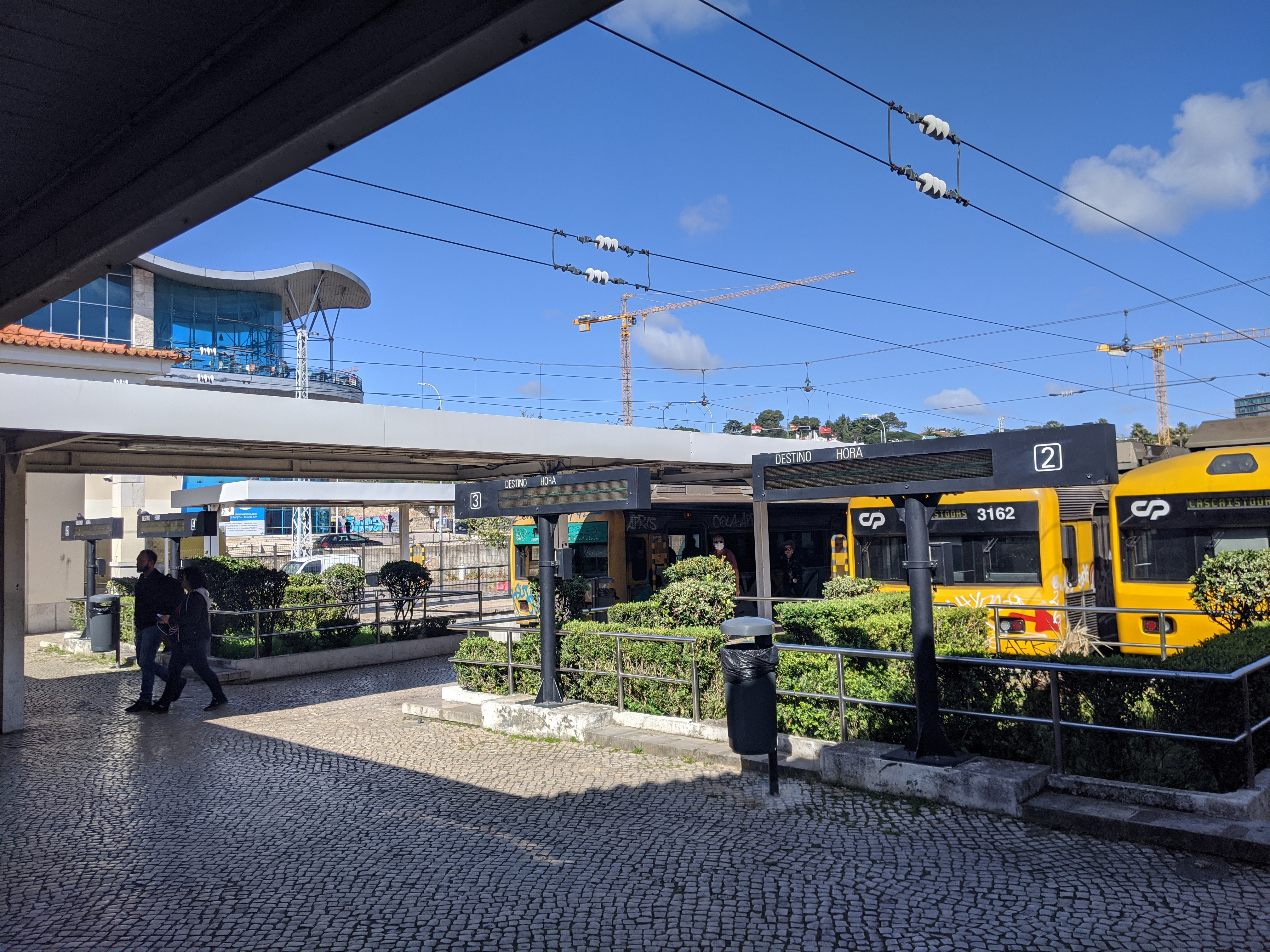
Aspeto da plataforma terminal.

### Localização e acessos
Esta interface situa-se junto ao Largo da Estação, na localidade de Cascais.

### Infraestrutura
Esta interface apresenta quatro vias de circulação, numeradas de L2 a L5 (sic), a primeira com 150 m de extensão e as restantes com 142 m, todas acessíveis por plataformas, a primeira com 119 m de extensão e as restantes com 142 m, e todas com 100 cm de altura; existe ainda uma via secundária, identificada como MI, com comprimento de 182 m e que não está eletrificada, estando as restantes vias eletrificadas em toda a sua extensão. O edifício de passageiros situa-se ao topo da via, já que esta foi concebida como estação terminal.[carece de fontes?]

### Serviços
Em dados de 2023, esta interface é servida por comboios de passageiros da C.P. de tipo urbano no serviço “Linha de Cascais” tipicamente com 69 circulações diárias em cada sentido entre Cais do Sodré e Cascais.

## História

### Antecedentes
A primeira iniciativa para trazer o caminho de ferro a Cascais foi lançada em 1870 pelo engenheiro M. A. Thomé de Gamond, que propôs a construção de uma linha de Lisboa a Colares, passando por Cascais, Alcabideche e Sintra. Embora este projecto tivesse falhado, fundou as bases para a futura linha de Lisboa a Cascais, que deveria acompanhar a orla costeira.

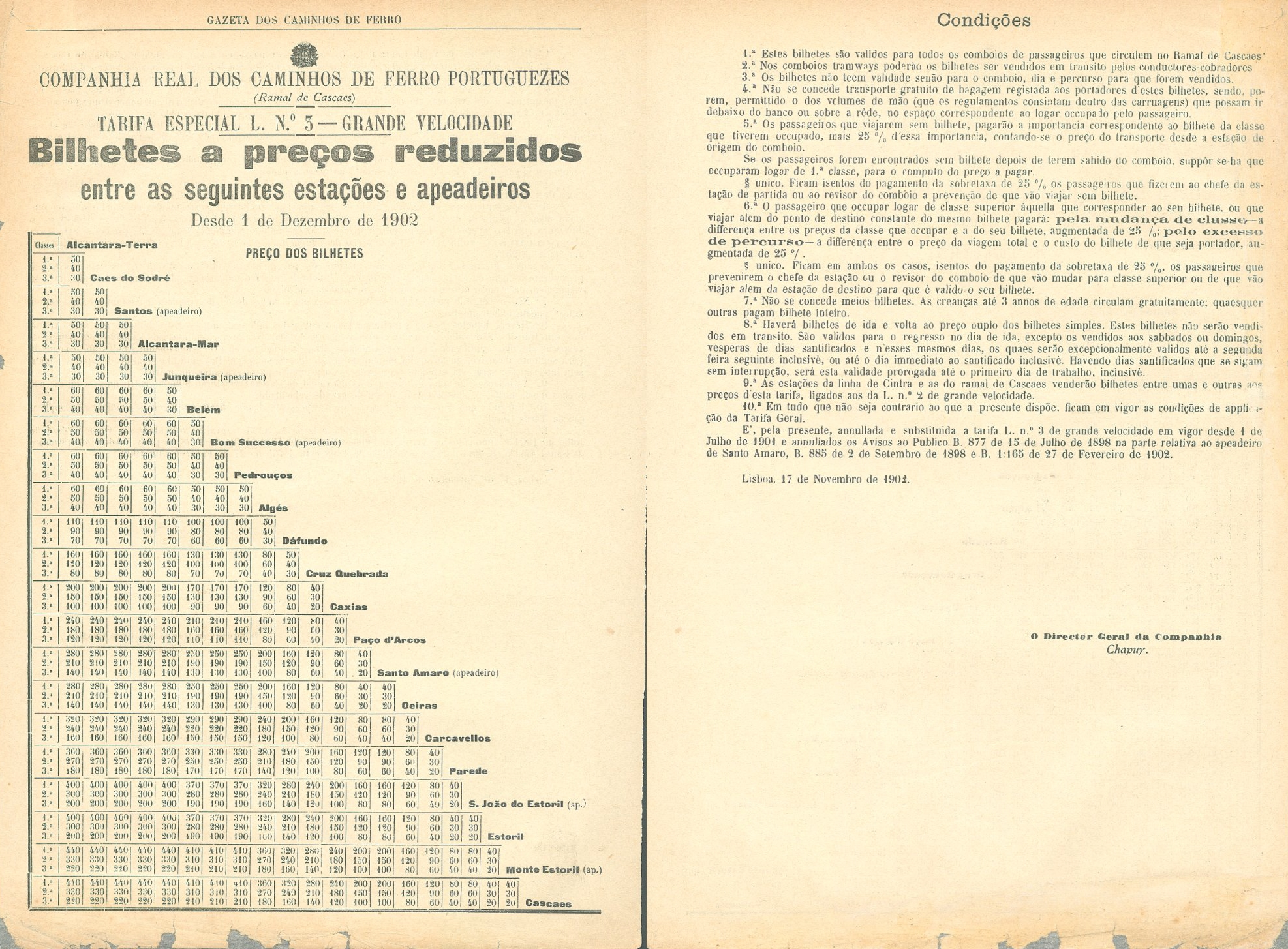
Anúncio de 1902, onde esta estação surge com a denominação primitiva, "Cascaes".

Em 23 de Fevereiro de 1871, um decreto autorizou a construção de uma linha no sistema americano entre Lisboa e Cascais, concessão que foi passada para a Companhia Carris de Ferro de Lisboa por um decreto de 21 de Novembro de 1872. No entanto, a linha apenas foi construída até Algés, tendo a concessão sido anulada em 10 de Março de 1884 por não ter sido totalmente construída até Cascais no período determinado. Entretanto, em 29 de Agosto de 1871, o Duque de Saldanha foi autorizado a prolongar a sua rede ferroviária, no sistema Larmanjat, até Belém e Cascais, projecto que não chegou sequer a ser iniciado.

### Construção da Linha de Cascais
Pouco depois, a Companhia Real dos Caminhos de Ferro Portugueses começou a manifestar a intenção de construir várias linhas de carácter suburbano em Lisboa, incluindo uma linha desde esta vila à estação de Santa Apolónia, tendo a empresa sido autorizada a construir esta linha por um alvará de 9 de Abril de 1887. Em Junho de 1888 já estava em construção a linha de Alcântara a Cascais, e o primeiro lanço do Ramal de Cascais, desde a vila até Pedrouços, entrou ao serviço em 30 de Setembro de 1889.
A linha foi concluída com a chegada ao Cais do Sodré em 4 de Setembro de 1895, não tendo chegado a ser completada até Santa Apolónia, devido a vários problemas técnicos, e aos receios que a passagem do caminho de ferro danificasse a estética da Praça do Comércio.

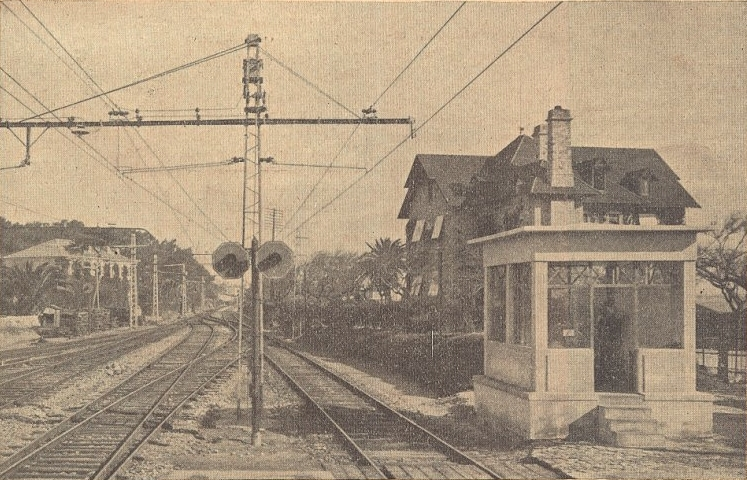
Posto de comando da sinalização, na década de 1930.

### Século XX
Em 7 de Agosto de 1908, a Companhia dos Caminhos de Ferro Portugueses subarrendou a exploração da Linha de Cascais à Sociedade Estoril, que em 15 de Agosto de 1926 inaugurou a tracção eléctrica na totalidade da linha.
Em 1934, a Sociedade Estoril realizou obras de reparação geral nesta estação.
Em 1944, a locomotiva 070 da CP foi montada nas Oficinas Gerais de Santa Apolónia, tendo sido depois reparada e conservada nas oficinas desta estação.
Em 13 de Dezembro de 1976, terminou o contrato de arrendamento com a Sociedade Estoril, voltando a Linha de Cascais a ser explorada directamente pela C.P. a partir de Janeiro de 1977.
Nas décadas de 1980 e 1990, o Gabinete do Nó Ferroviário de Lisboa, em conjunto com a operadora Caminhos de Ferro Portugueses, iniciou um grande programa de desenvolvimento da rede ferroviária suburbana da capital, que incluiu a instalação de via férrea na Ponte 25 de Abril, e modernização das linhas, incluindo a de Cascais. Neste caso, planeou-se a introdução de novo material circulante, a instalação de novos sistemas de sinalização, e a renovação de várias estações, como a de Cascais.

### Século XXI
Em Janeiro de 2011, contava com cinco vias de circulação, que apresentavam 87 a 124 m de comprimento; as plataformas tinham todas 110 cm de altura, e tinham 106 a 142 m de extensão — valores mais tarde alterados para os atuais.

## Leitura recomendada
- ANTUNES, J. A. Aranha;  et al. (2010). 1910-2010: o caminho de ferro em Portugal. Lisboa: CP-Comboios de Portugal e REFER - Rede Ferroviária Nacional. 233 páginas. ISBN 978-989-97035-0-6

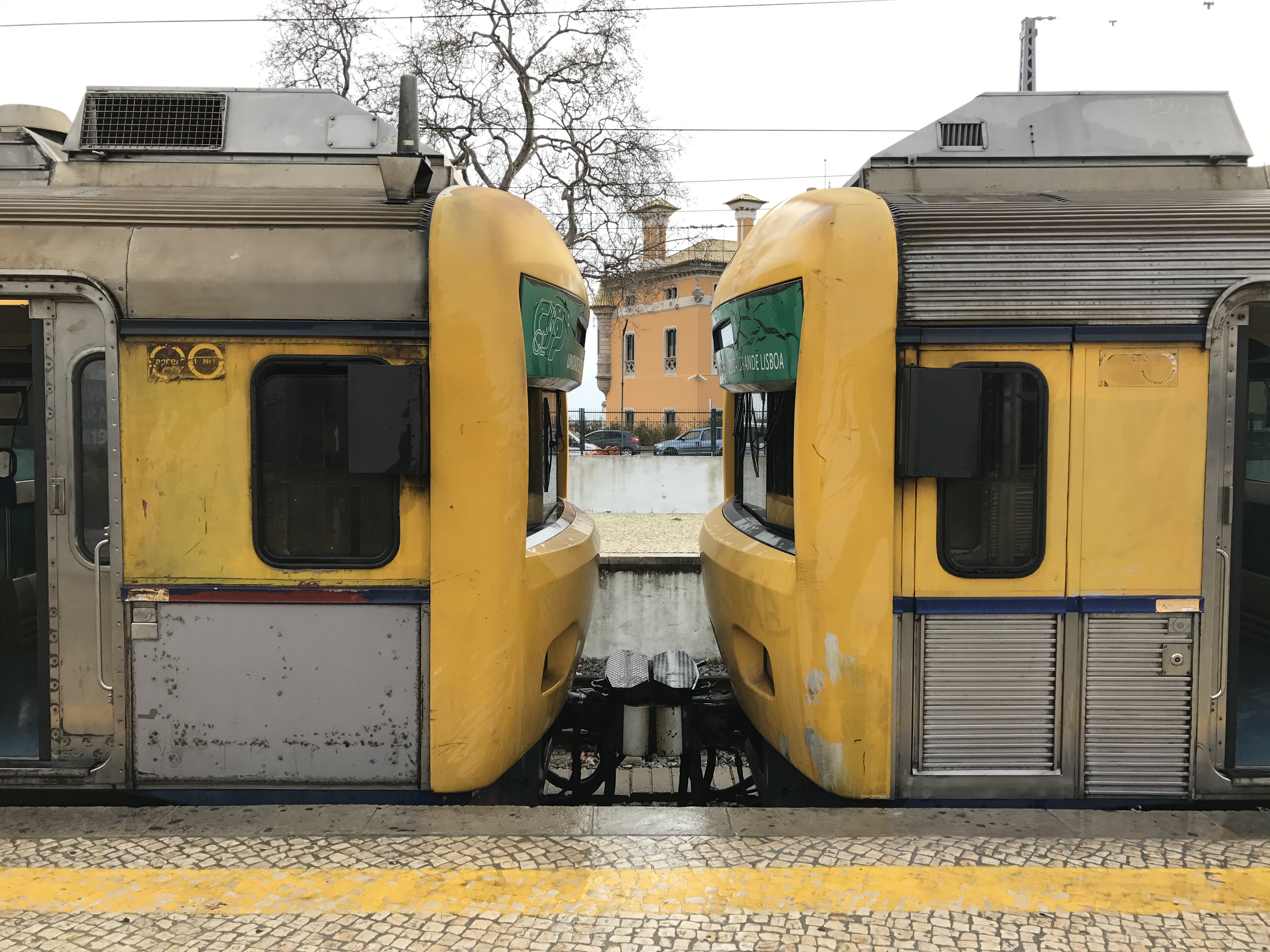
Dois veículos da série 3150 acopulados em Cascais.

- CERVEIRA, Augusto; CASTRO, Francisco Almeida e (2006). Material e tracção: os caminhos de ferro portugueses nos anos 1940-70. Col: Para a História do Caminho de Ferro em Portugal. 5. Lisboa: CP-Comboios de Portugal. 270 páginas. ISBN 989-95182-0-4
- VILLAS-BOAS, Alfredo Vieira Peixoto de (2010) [1905]. Caminhos de Ferro Portuguezes. Lisboa e Valladollid: Livraria Clássica Editora e Editorial Maxtor. 583 páginas. ISBN 8497618556
- SALGUEIRO, Ângela (2008). A Companhia Real dos Caminhos de Ferro Portugueses: 1859-1891. Lisboa: Univ. Nova de Lisboa. 145 páginas